# Porte Capène
La porte Capène  (latin : Porta Capena) est une des portes du mur Servien, située entre la porte Caelimontane et la porte Naevia à Rome. Son emplacement est occupé par l'actuelle piazza di Porta Capena.

## Localisation
La porte se trouve sur les pentes sud-ouest du Cælius, près du bois sacré de Camenae d'où part la via Appia.
Cette porte donne son nom à la région à laquelle elle appartient lorsqu'Auguste découpe administrativement Rome en quatorze régions en 7 av. J.-C. (Regio I - Porta Capena).

## Histoire

### Antiquité

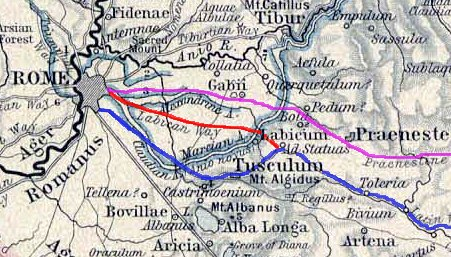
Ancien tracé de la Via Latina (en bleu) vers les monts Albains.

À l’origine, le nom de cette porte est celui d'une petite ville, Capène, ancienne colonie de Véies située en Étrurie, mais il n'est pas certain que la porte tire son nom de cette colonie. Selon Coarelli, le nom de Capena serait à rapprocher de la cité de Cabum dans les monts Albains, première destination de la via Latina. La porte est mentionnée pour la première fois en 484, puis en 459 av. J.-C.
Lors de la construction de l'aqueduc de l'Aqua Appia, en même temps que celle de la voie Appienne, la Porte Capène est utilisée pour supporter l'aqueduc qui franchit la dépression entre le Cælius et l'Aventin sur des arches. La porte est identifiée à l'arcus Stillans, dernière arche du rivus Herculaneus, branche de l'Aqua Marcia. Martial, un poète de la fin du Ier siècle, laisse entendre que le conduit de l'aqueduc n'est pas étanche au niveau de la porte.

« À la porte Capène, à l’endroit où la route
Est humide des pleurs que distille la voûte »

— Martial, Épigrammes, III, 47 (trad. Constant Dubos)

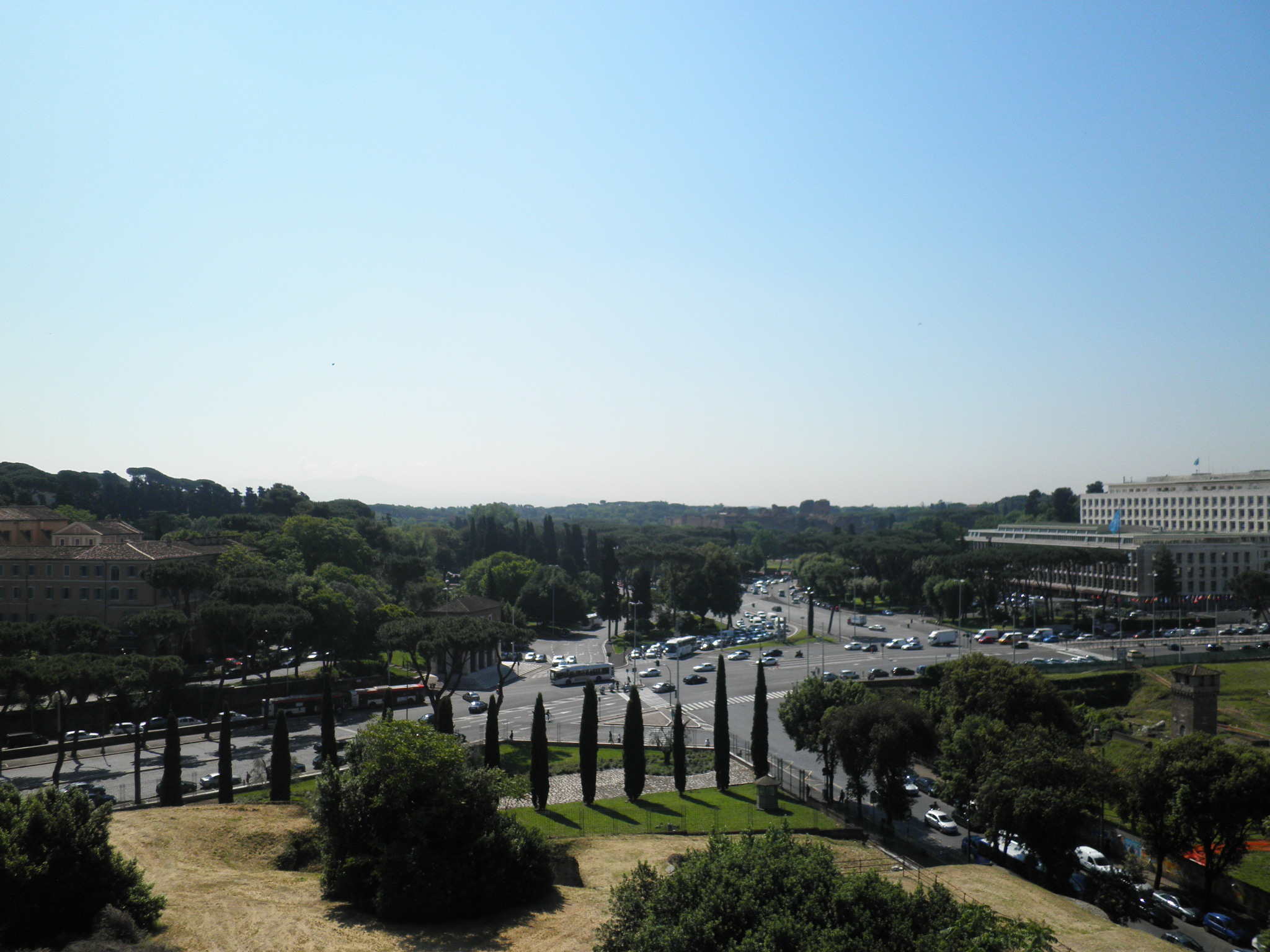
Piazza di Porta Capena en 2010.

Un ruisseau proche de la porte Capène servait au culte de Cybèle, déesse originaire d'Asie mineure dont le culte est introduit à Rome en 205 av. J.-C. Une fois par an, en avril, la statue de la déesse était menée en procession depuis son temple du mont Palatin pour y être baignée. 
À proximité de la porte se trouvait le temple de Mars Gradivus où était gardée le lapis manalis, pierre sacrée qui était rituellement sortie du temple en cas de sécheresse dans l'espoir de déclencher la pluie.
Des vestiges de la porte antique sont mis au jour en 1867, dont les restes d'un pilier. Cet ouvrage  ne devait être composée que d'une seule arche de tuf et de travertin.

### Époque contemporaine
La piazza di Porta Capena, à l'emplacement de l'ancienne porte, est aménagée en passage archéologique. Elle est inaugurée le 21 avril 1917 par le maire de Rome Prospero Colonna. De 1937 à 1998, sur cette place s'élève le grand obélisque d'Aksoum ramené comme trophée par l'Italie fasciste lors de la conquête de l’Éthiopie. Il est transporté en quatre morceaux et inauguré le 31 octobre 1937 ; il se dresse en face du  ministère de l'Afrique italienne, devenu après 1945 le siège de la FAO. Réclamé de longue date par l’Éthiopie, Rome accepte sa restitution en 1998 mais la reporte plusieurs fois à cause de la guerre entre l'Érythrée et l'Éthiopie puis en invoquant des raisons techniques. Il est finalement transporté et rétabli à son emplacement d'origine en 2008.